# Јуклид (Охајо)
Јуклид (енгл. Euclid) град је у америчкој савезној држави Охајо.

## Демографија
По попису из 2010. године број становника је 48.920, што је 3.797 (-7,2%) становника мање него 2000. године.
| Група             | 2000.          | 2010.          |
| Белци             | 34.678 (65,8%) | 21.101 (43,1%) |
| Афроамериканци    | 16.116 (30,6%) | 25.751 (52,6%) |
| Азијати           | 493 (0,9%)     | 359 (0,7%)     |
| Хиспаноамериканци | 604 (1,1%)     | 769 (1,6%)     |
| Укупно            | 52.717         | 48.920         |